# Tonicella lineata
Tonicella lineata là một loài động vật thân mềm. Loài này được Dall miêu tả năm 1905. 
Phạm vi phân bố tự nhiên của T. lineata trải dài từ quần đảo Aleutia của Alaska đến Đảo San Miguel California, cũng như biển Okhotsk của Nga và phía bắc Nhật Bản. Loài này cũng được tìm thấy ở Puget Sound, Washington vào phao nổi. Chúng đã được ghi nhận từ các vùng nước triều và bán thủy triều đến độ sâu 30-90 m (98-295 ft).